# 1876年鐵路
此條目列出1876年發生有關鐵路運輸的事件。

## 事件

### 1月
- 1月1日：布里斯托爾－埃克塞特鐵路（英语：Bristol and Exeter Railway）併入大西部鐵路。

### 2月
- 2月1日：南德文鐵路公司（英语：South Devon Railway Company）併入大西部鐵路。
- 2月5日：維瑟河谷鐵路（英语：Wiese Valley Railway）通車。

### 4月
- 4月1日：愛爾蘭大北方鐵路（英语：Great Northern Railway (Ireland)）成立，吸納原有的愛爾蘭西北鐵路（英语：Irish North Western Railway）、愛爾蘭北方鐵路（英语：Northern Railway of Ireland）及烏爾斯特鐵路（英语：Ulster Railway）。

### 5月
- 5月1日：塞特爾－卡萊爾線（英语：Settle–Carlisle line）通車。

### 6月
- 6月12日：官設鐵道大森站啟用。

### 7月
- 7月3日：中國第一條鐵路吳淞鐵路通車。

### 8月
- 8月3日：吳淞鐵路在軌道上撞死一名中國士兵。

### 9月
- 9月5日：舊金山途經特哈查比展線（英语：Tehachapi Loop）至洛杉磯的路段通車。

### 10月
- 10月24日：英國駐華全權公使威妥瑪與兩江總督沈葆楨簽署購買吳淞鐵路條約，在次年分三期支付二十八萬五千兩銀子收回鐵路。